# ジャンムー・カシミール連邦直轄領
ジャンムー・カシミール連邦直轄領（ジャンムー・カシミールれんぽうちょっかつりょう）は、インド北部にある連邦直轄領。ジャンムー・カシミール州の分割に伴って2019年10月31日に発足した。日本のマスメディアなどでは、前身の州を含めてジャム・カシミールと表記されることが多い。

## 歴史
イギリス領インド帝国は第二次世界大戦後に独立へ向かい、ヒンドゥー教が主流のインドと、ムスリム（イスラム教徒）が多数派のパキスタンは別々の国家になった（インド・パキスタン分離独立）。この際、カシミール地方を統治していたジャンムー・カシミール藩王国の藩王ハリ・シングはインドへの帰属を表明し、ジャンムー・カシミール藩王国はインド領のジャンムー・カシミール州となった。しかし、ムスリムが住民の多数を占めていたことからパキスタンも領有権を主張し、帰属権を巡って第一次印パ戦争が勃発した。その後もカルギル戦争を含めてカシミール紛争は21世紀に至るまで続いている。
1949年に制定されたインド憲法第370条でジャンムー・カシミール州には特別自治権が認められてきた。
インド政府は2019年8月5日にこの特別自治権を剥奪する大統領令を公布したし、インターネット通信などを制限した。また、インド政府はインドの国会にジャンムー・カシミール州再編成法を提出、かねてから特別自治権の撤廃を主張してきたインド人民党の賛成で承認され、8月9日に成立した。これに対して抗議するデモ隊と治安部隊の衝突などが起き、パキスタンは住民への人権侵害と反発した。また同法の規定により、ジャンムー・カシミール州は2019年10月31日付で廃止され、ラダック連邦直轄領とジャンムー・カシミール連邦直轄領とに分割された。自治権剥奪と州の分割については旧ジャンムー・カシミール州側から異議申し立てが行われたが、2023年12月11日にインド最高裁判所が憲法370条は一時的な措置であったとして中央政府の決定を支持する判断を下し、2024年9月30日までに地方選挙を実施するよう命じた。
この地方議会（定数90）の選挙は地域別に3回の予定で同年9月18日から始まり、開票は予定されていたとおり10月8日に実施され、中央政府のナレンドラ・モディ首相の与党であるインド人民党が獲得議席29で敗北した。州時代に政権を担っていた地域政党ジャム・カシミール民族協議会、インド国民会議派などの野党連合は49議席を獲得した。20以上の政党から800人以上が立候補しており、インド人民党以外は自治権回復を訴えているが、同地の議会には、かつて自治権を認めていた憲法条項を復活させる法的権限はない。モディ政権が直轄領化した理由も、表向きのテロ対策や地域開発だけでなく、連邦法を適用する際に州議会の承認を必要としていたことが不満だったとの見方がある。

## 地理

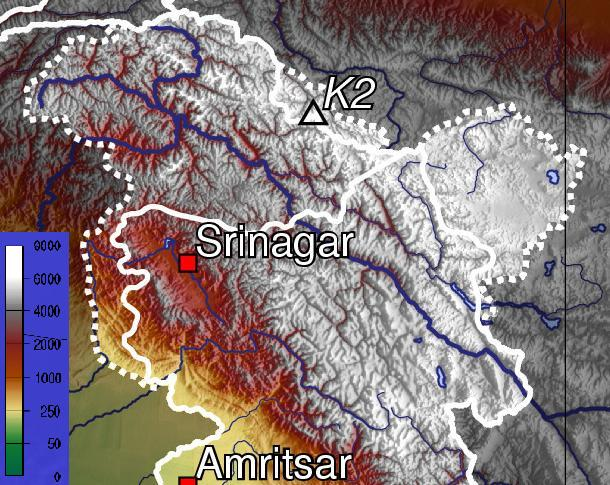
ジャンムー・カシミール連邦直轄領の地形図

ジャンムー・カシミールにはカシミール渓谷やタウィ渓谷、シェナブ渓谷、プンチュ渓谷、シンド渓谷、リダー渓谷などの渓谷がある。カシミール渓谷は幅100キロメートル、面積1万5520.3平方キロメートル、平均標高はおよそ1,850メートルである。 チベット高原とは北東部でヒマラヤ山脈により隔てられている。また、渓谷の南部から西部にかけては平均標高約3,000メートルのピール・パンジャル山脈があり、ヒンドゥスターン平野とカシミール渓谷を隔てている。 ジェルム川やインダス川、ラービー川、タウィ川、シェナブ川は領内を流れている。

## 地方行政区分
ジャンムー・カシミール連邦直轄領はジャンムー地方とカシミール渓谷地方の2地方から構成され、さらに20の県に細分される。

### 県
| 地方               | 県 | コード           | 県都      | 人口 (2011年) | 面積 (km2) | 人口密度 (/km2) |
| ------------------ | -- | ---------------- | --------- | ------------- | ---------- | --------------- |
| ジャンムー地方     |    |                  |           |               |            |                 |
| カトゥアー県       | KT | カトゥアー       | 615,711   | 2,651         | 230        |                 |
| ジャンムー県       | JA | ジャンムー       | 1,526,406 | 3,097         | 650        |                 |
| サンバ県           |    | サンバ           | 318,611   | 904           | 320        |                 |
| ユーダンプール県   | UD | ユーダンプール   | 555,357   | 4,550         | 120        |                 |
| リーシー県         |    | リーシー         | 314,714   | 1,719         | 180        |                 |
| ラージャウリー県   | RA | ラージャウリー   | 619,266   | 2,630         | 240        |                 |
| プンチュ県         | PO | プンチュ         | 476,820   | 1,674         | 280        |                 |
| ドーダー県         | DO | ドーダー         | 409,576   | 11,691        | 160        |                 |
| ランバン県         |    | ランバン         | 283,313   | 1,329         | 210        |                 |
| キシュトワール県   |    | キシュトワール   | 231,037   | 1,644         | 30         |                 |
| 合計               |    |                  | 5,350,811 | 26,293        |            |                 |
| カシミール渓谷地方 |    |                  |           |               |            |                 |
| アナントナーグ県   | AN | アナントナーグ   | 1,069,749 | 3,984         | 300        |                 |
| クルガム県         |    | クルガム         | 423,181   | 1,067         | 400        |                 |
| プルワマ県         | PU | プルワマ         | 570,060   | 1,398         | 410        |                 |
| ショッピアン県     |    | ショッピアン     | 265,960   | 612.87        | 430        |                 |
| バッジャン県       |    | バッジャン       | 755,331   | 1,371         | 537        |                 |
| シュリーナガル県   | SR | シュリーナガル   | 1,250,173 | 2,228         | 640        |                 |
| ギャンダーボール県 |    | ギャンダーボール | 297,003   | 259           | 150        |                 |
| バンディポラ県     |    | バンディポラ     | 385,099   | 398           | 1100       |                 |
| バラマラ県         |    | バラマラ         | 1,015,503 | 4,588         | 305        |                 |
| カップワーラ県     | KU | カップワーラ     | 875,564   | 2,379         | 370        |                 |
| 合計               |    |                  | 6,894,279 | 15,948        |            |                 |

### 主要都市
夏季の州都シュリーナガルは、カシミール地方最大の都市で、インドの支配地域にある。冬季の州都はジャンムー市（ジャンム、ジャムとも表記されるが、原語で語末の音節は長母音である）。
- シュリーナガル（Srinagar）：夏季の州都
- ジャンムー（Jammu）：冬季の州都

## 住民
| ジャンムー・カシミールの宗教 | ジャンムー・カシミールの宗教 | ジャンムー・カシミールの宗教 | ジャンムー・カシミールの宗教 | ジャンムー・カシミールの宗教 |
| ---------------------------- | ---------------------------- | ---------------------------- | ---------------------------- | ---------------------------- |
| 宗教                         |                              |                              | パーセント                   |                              |
| イスラーム教                 | イスラーム教                 |                              | 68.31%                       | 68.31%                       |
| ヒンドゥー教                 | ヒンドゥー教                 |                              | 28.44%                       | 28.44%                       |
| その他                       | その他                       |                              | 3.08%                        | 3.08%                        |